# Попов, Николай Исаакович
Николай Исаакович Попов (13 февраля 1920, Пески, Екатеринбургская губерния — 23 сентября 2000, Петровск, Саратовская область) — советский военный лётчик. Участник Великой Отечественной войны. Герой Советского Союза (1946), гвардии майор.

## Биография
Николай Исаакович (Исакович) Попов родился 13 февраля 1920 года в крестьянской семье в селе Пески Песковского сельсовета Першинской волости Шадринского уезда Екатеринбургской губернии РСФСР, ныне село входит в Далматовский муниципальный округ Курганской области Российской Федерации. Русский.
Окончил семь классов школы в соседнем селе Першинском. Работал учётчиком тракторной бригады в колхозе «Память Ленина». Мечтая стать лётчиком, в 1937 году Николай Исаакович уехал в город Нижний Тагил, где поступил в местный аэроклуб. Одновременно работал учеником слесаря в паровозном депо. Как отличник учёбы по направлению Нижнетагильского городского военкомата он поступил в Пермскую военную авиационную школу пилотов, где прошёл предварительное обучение на самолёте Р-5. Затем учился в Энгельсской военной авиационной школе пилотов. Освоил бомбардировщик СБ. С 1940 года Николай Исаакович служил в строевых частях Красного Воздушного флота.
С началом Великой Отечественной войны его вновь направили на учёбу в Краснодарское объединённое военное авиационное училище, которое он окончил в 1942 году. До лета 1943 года младший лейтенант Н. И. Попов служил лётчиком-инструктором в Тамбовском военном авиационном училище лётчиков. В период боёв под Сталинградом Николай Исаакович привлекался к лидированию на фронт маршевых авиационных полков и эскадрилий.
С 1942 года член ВКП(б), в 1952 году партия переименована в КПСС.
В боях с немецко-фашистскими захватчиками младший лейтенант Н. И. Попов с 18 июля 1943 года на Брянском фронте в должности старшего лётчика 724-го штурмового авиационного полка 233-й штурмовой авиационной дивизии 11-го смешанного авиационного корпуса 15-й воздушной армии. В годы войны воевал на штурмовике Ил-2. Боевое крещение принял в боях на северном фасе Курской дуги. Уже с первых боевых вылетов Николай Исаакович зарекомендовал себя умелым и отважным лётчиком. Так, 3 августа 1943 года в группе из 6 Ил-2 он участвовал в налёте на станцию Хотынец, где под сильным зенитным огнём противника группой было уничтожено здание станции, 8 железнодорожных вагонов и 3 батареи зенитной артиллерии. На станции было зафиксировано 8 крупных очагов пожара. 4 августа 1943 года в составе группы из 6 Ил-2 Н. И. Попов участвовал в штурмовке немецкого аэродрома Рясники. Несмотря на противодействие зенитной артиллерии и истребителей противника группа уничтожила 35-40 самолётов на земле. В завязавшемся над аэродромом воздушном бою советские лётчики сбили 4 истребителя противника типа ФВ-190. Всего на Брянском фронте в ходе Орловской и Брянской операций Николай Исаакович совершил 10 боевых вылетов на штурмовку живой силы и техники противника и его военной инфраструктуры в районах Карачева, Брянска, Унечи, Хотынца, Гомеля, Мглина.
В октябре 1943 года Брянский фронт был переименован сначала в Прибалтийский, затем во 2-й Прибалтийский фронт. До конца года подразделения 15-й воздушной армии действовали на полоцко-витебском направлении. Осенью 1943 года Николаю Исааковичу присвоили звание лейтенанта и вместе с тем назначили на должность командира авиационного звена. В январе-феврале 1944 года он неоднократно водил на боевые задания группы штурмовиков в ходе Ленинградско-Новгородской операции. Бомбово-штурмовые удары наносились по скоплениям живой силы и техники противника, его переднему краю и военной инфраструктуре в районах Новосокольники, Забелье, Маево, Пушкинские Горы, Новоржев. 31 января 1944 года будучи ведущим группы из 4-х Ил-2, Николай Исаакович атаковал немецкие позиции у населённых пунктов Борисово, Усадище и Алушково. В результате штурмовки группой было уничтожено 2 артиллерийских орудия, 4 пулемётных гнезда, 7 автомашин и 12 повозок с грузами, до 70 солдат и офицеров вермахта. 1 февраля 1944 года в группах из 8-и штурмовиков лейтенант Попов трижды летал на штурмовку переднего края противника в районе Забелье, Маево и Корнилово. В результате этих налётов лётчиками было уничтожено 6 вражеских танков, 23 автомашины и 34 повозки с грузами, 20 орудий полевой артиллерии, 3 пулемёта, 4 миномёта и до 210 солдат и офицеров. На станции Маёво было разбито 7 железнодорожных вагонов, а также зафиксировано два сильных взрыва. Во время одного из вылетов группа штурмовиков вступила в воздушный бой с истребителями противника, во время которого Николай Исаакович сбил один Ме-109.
Став признанным мастером штурмовых ударов в любых метеоусловиях, Н. И. Попов в феврале 1944 года досрочно получил звание старшего лейтенанта. Сначала Николая Исааковича назначили заместителем командира авиационной эскадрильи, а 28 февраля 1944 года — командиром эскадрильи. Как отличному фоторазведчику Н. И. Попову командованием поручались наиболее ответственные задания. Так, 15 марта 1944 года Николаю Исааковичу была поставлена задача произвести фотографирование полосы вражеской обороны в 15 километрах северо-западнее Пустошки, где командование предполагало осуществить прорыв. При выполнении боевого задания самолёт старшего лейтенанта Попова был атакован тремя вражескими истребителями ФВ-190. Отбивая их атаки, Попов не только произвёл съёмку заданной территории, но и сбил один вражеский истребитель. При подлёте к линии фронта Ил-2 Попова также был подбит, но Николай Исаакович посадил штурмовик на нейтральной полосе. Немцы открыли по самолёту яростный огонь, но лётчик, рискуя жизнью, отсоединил фотоаппарат с ценными снимками, который был передан в штаб 15-й воздушной армии. Благодаря разведданным, полученным Н. И. Поповым, на участке северо-западнее Пустошки была вскрыта мощная глубоко эшелонированная оборона и высокая концентрация живой силы и техники противника. В результате направление главного удара было перенесено на другой участок фронта. Как командир эскадрильи Н. И. Попов отличился при выполнении боевого задания 7 апреля 1944 года. Будучи ведущим группы из 10 Ил-2 своей эскадрильи Николай Исаакович нанёс сокрушительный бомбово-штурмовой удар по немецкой обороне северо-западнее Пушкинских Гор, уничтожив 12 полевых орудий и до 80 солдат и офицеров противника. В результате действий группы Попова наземные части на этом участке перешли в наступление и освободили 12 населённых пунктов.
24 июня 1944 года 724-й штурмовой авиационный полк был переброшен на 1-й Белорусский фронт и включён в состав 199-й штурмовой авиационной дивизии 4-го штурмового авиационного корпуса 16-й воздушной армии. Во время операции «Багратион» старший лейтенант Н. И. Попов участвовал в боях за освобождение городов Барановичи и Слоним, оказывал содействие наземным частям фронта в овладении и удержании плацдармов на левом берегу реки Вислы. В ноябре 1944 года полк, в котором служил Николай Исаакович, был включён в состав 300-й штурмовой авиационной дивизии 9-го штурмового авиационного корпуса 16-й воздушной армии. В ходе Висло-Одерской операции Н. И. Попов в составе своего подразделения осуществлял поддержку наступающих частей фронта, освобождал польские города Томашув и Радом. Во время Восточно-Померанской операции Николай Исаакович участвовал в прорыве Померанского вала, штурме города Кюстрина. Весной 1945 года ему было присвоено звание капитана. В боях 1945 года Н. И. Попов часто совмещал функции фронтового разведчика с обязанностями лётчика-штурмовика. Так, 5 марта 1945 года он в качестве ведущего пары Ил-2 осуществил разведку с фотографированием участков дорог в районе городов Штаргард, Штеттин, Альтдамм и Пиритц и обнаружил крупное скопление вражеской техники. Уже через полчаса он поднялся в воздух с 12-ю штурмовиками своей эскадрильи и нанёс бомбово-штурмовой удар по обнаруженной цели, в результате чего было уничтожено 2 танка, 20 автомашин, 2 склада с боеприпасами и до 80 солдат и офицеров вермахта, а также подавлен огонь 2-х зенитных точек.
Всего к 20 марта 1945 года капитан Н. И. Попов совершил 97 боевых вылетов, из которых 88 — в качестве ведущего. В ходе штурмовок он уничтожил 55 автомашин, 32 танка, 75 повозок, 25 орудий полевой артиллерии, 8 ДЗОТов, 1 паровоз, 63 вагона и до 335 солдат и офицеров противника, подавил огонь 30 зенитных точек. В воздушных боях лично сбил 2 истребителя противника. Эскадрильей под командованием капитана Н. И. Попова произведено 525 боевых самолёто-вылетов, уничтожено 114 танков, 275 автомашин, 148 артиллерийских орудий, 317 повозок с грузами, 7 паровозов, 13 железнодорожных эшелонов, 13 самолётов на земле, 18 складов с боеприпасами. В воздушных боях лётчиками эскадрильи сбито 8 самолётов противника. Технический состав эскадрильи Попова вернул в строй 95 повреждённых самолётов. 43 человека из лётно-технического состава эскадрильи были награждены орденами и медалями. Боевой путь Николай Исаакович завершил участием в Берлинской операции, во время которой он совершил 5 боевых вылетов.
За образцовое выполнение боевых заданий командования на фронте борьбы с немецкими захватчиками и проявленные при этом отвагу и геройство указом Президиума Верховного Совета СССР от 15 мая 1946 года капитану Попову Николаю Исааковичу было присвоено звание Героя Советского Союза. После войны Н. И. Попов продолжал службу в военно-воздушных силах СССР до 1950 года. В запас Николай Исаакович уволился в звании майора по состоянию здоровья. Жил в Рязани, работал в местном аэроклубе. После выхода на пенсию вернулся в Курганскую область. Жил в городе Далматово. В последние годы жил в городе Петровске Саратовской области.
Николай Исаакович Попов умер 23 сентября 2000 года. Похоронен на старом кладбище города Петровска Петровского района Саратовской области или в городе Далмаово Далматовского района Курганской области, ныне город — административный центр Далматовского муниципального округа той же области.

## Награды
- Герой Советского Союза, 15 мая 1946 года[4][5]
  - Орден Ленина
  - Медаль «Золотая Звезда» № 7058
- Орден Красного Знамени, дважды: 23 февраля 1944 года[6], 4 июля 1944 года[7];
- Орден Александра Невского, 14 апреля 1944 года[8];
- Орден Отечественной войны I степени, дважды: 14 августа 1943 года[9], 6 апреля 1985 года;
- медали, в том числе:
  - Медаль «За взятие Берлина»;
  - Медаль «За освобождение Варшавы»;
  - Юбилейная медаль «50 лет Вооружённых Сил СССР».

## Память
- Мемориальная доска в честь Героя Советского Союза Н. И. Попова установлена в городе Далматово Курганской области по адресу: ул. 4-го Уральского полка, д. 115.
- Имя Героя Советского Союза Н. И. Попова увековечено на мемориальной доске Героев Советского Союза в городе Петровске Саратовской области.
- 1 мая 2015 года по инициативе редакции районной газеты «Далматовский вестник» на Аллее Героев (заложена 9 мая 1984 года) в городском парке города Далматово были посажены берёзки. У каждой берёзки установлена табличка-обелиск с именем Героя. Среди них Н.И. Попов[10].
- В 2019—2020 годах по инициативе депутата Курганской областной Думы Федора Ярославцева на Аллее Героев в городском парке города Далматово установлены 14 бюстов Героев. Бюсты героев были вылеплены из глины шадринским скульптором Александром Сергеевичем Галяминских. А отлиты на средства спонсоров — предпринимателей и организаций района. Среди них бюст Н.И. Попова. Открытие было приурочено к 75-летию Победы 9 мая 2020 года[11].

## Документы
- Общедоступный электронный банк документов «Подвиг Народа в Великой Отечественной войне 1941—1945 гг.» Дата обращения: 4 декабря 2012. Архивировано из оригинала 13 марта 2012 года.

Представление к званию Героя Советского Союза. Дата обращения: 4 декабря 2012. Архивировано 16 января 2013 года.
Орден Красного Знамени (наградной лист и приказ о награждении от 23.02.1944). Дата обращения: 4 декабря 2012. Архивировано 16 января 2013 года.
Орден Красного Знамени (наградной лист и приказ о награждении от 04.07.1944). Дата обращения: 4 декабря 2012. Архивировано 16 января 2013 года.
Орден Александра Невского (наградной лист и приказ о награждении). Дата обращения: 4 декабря 2012. Архивировано 16 января 2013 года.
Орден Отечественной войны 1-й степени (наградной лист и приказ о награждении). Дата обращения: 4 декабря 2012. Архивировано 16 января 2013 года.
Орден Отечественной войны 1-й степени (информация из карточки награждённого к 40-летию Победы). Дата обращения: 4 декабря 2012. Архивировано 16 января 2013 года.